# Operation Sunrise
Als Operation Sunrise wurden die im März 1945 stattfindenden Kapitulationsverhandlungen zwischen deutschen Offizieren und Amerikanern in der Endphase des Zweiten Weltkriegs genannt. Von den Briten erhielten die Verhandlungen den Namen Operation Crossword.

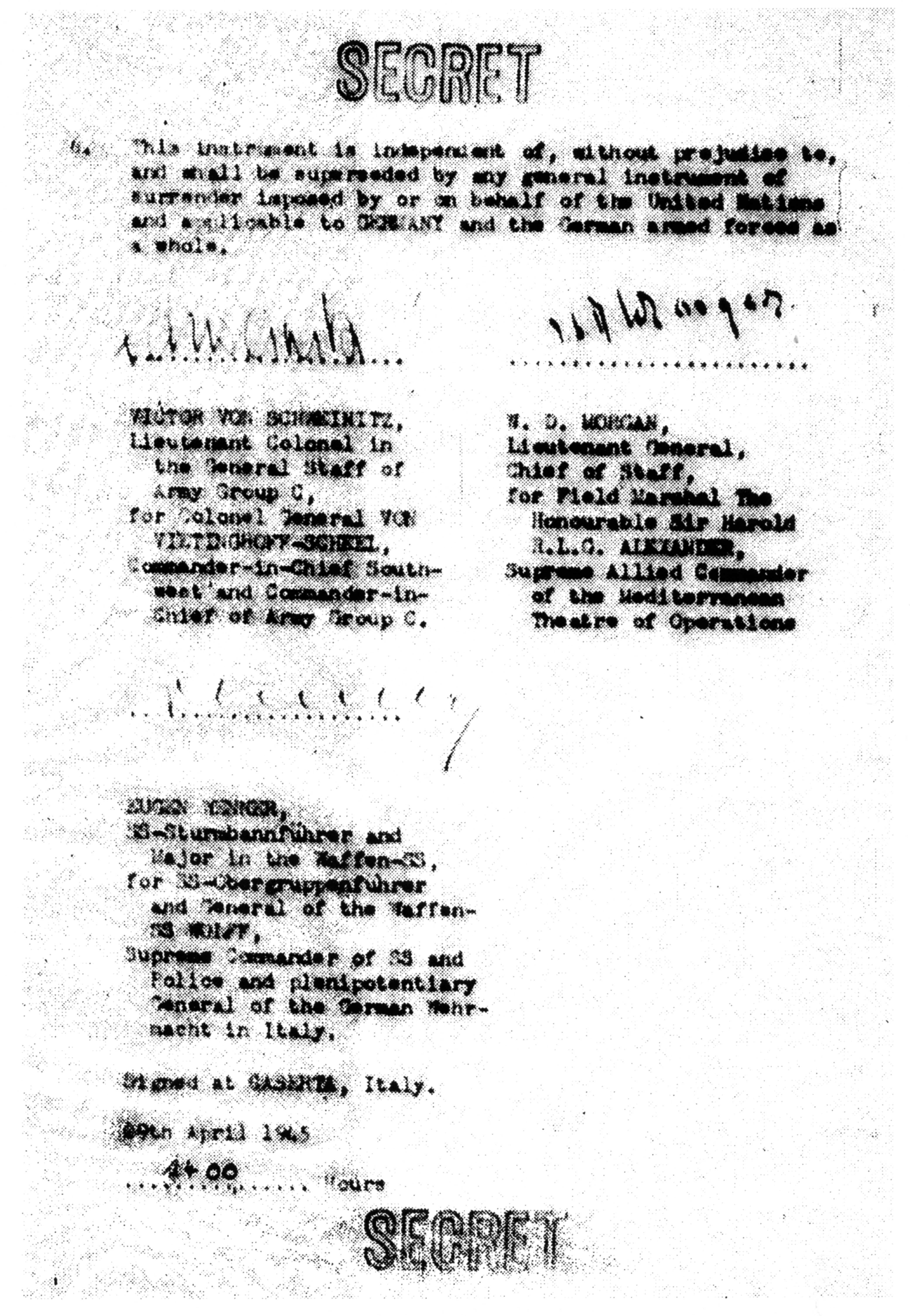
Zweite Seite mit den Unterschriften

Konkret verhandelte der in Bern ansässige OSS-Agent Allen Dulles, nachdem er Ende Februar von den Schweizer Mittelsmännern (u. a. Max Waibel und Max Husmann) kontaktiert worden war, am 8. März 1945 in Zürich erstmals mit SS-Obergruppenführer und Höchstem SS- und Polizeiführer in Italien Karl Wolff über die
Teilkapitulation der deutschen Streitkräfte in Norditalien. Wolff hatte als Zeichen des guten Willens zwei Partisanenführer freigelassen; Dulles meldete nach Washington, Wolff sei ernst zu nehmen. Dulles hatte bereits 1944, zusammen mit Gero von Schulze-Gaevernitz, die Verschwörer des 20. Juli unterstützt. Die in Dulles 1967 publiziertem Buch über die Geschehnisse vertretene Behauptung Wolffs, er habe sich für diese Kapitulation eine indirekte Zustimmung Hitlers eingeholt, wird von heutigen Historikern angezweifelt.
Dass die Verhandlungen ohne die Sowjetunion stattfanden, löste einen regen Schriftverkehr zwischen Stalin und US-Präsident Roosevelt aus, da das Sowjetregime die Befürchtung äußerte, eine deutsche Teilkapitulation an der Westfront würde mehr Streitkräfte für die Ostfront frei machen.
Insgesamt liefen die Verhandlungen sehr schleppend und es tauchten neue Hürden auf. Am 18. und 19. März hatten Gespräche in Ascona stattgefunden. Wolffs nicht informierter Vorgesetzter Heinrich Himmler verbot Wolff die verdächtigen Reisen. Nach dem Tod Roosevelts am 12. April 1945 wies der neue US-Präsident Truman Dulles an, die Gespräche nicht fortzuführen, was Dulles ignorierte. Auf dem Landgut Dorenbach bei Luzern gingen die Unterhändler bis zum 27. April ein und aus, als Waibel die Bitte erhielt, zwei deutsche Parlamentäre in das alliierte Hauptquartier in Caserta zu bringen.
 

Die Teilkapitulation wurde auf deutscher Seite am 29. April 1945 im Schloss von Caserta von den zwei Emissären unterzeichnet. Victor von Schweinitz, Oberstleutnant und Generalstabsoffizier der Heeresgruppe C, vertrat dabei den Oberbefehlshaber Südwest, Generaloberst Heinrich von Vietinghoff; SS-Sturmbannführer Eugen Wenner vertrat Karl Wolff. Wenner trat zudem indirekt über Wolff als Vertreter der von den Alliierten offiziell nicht anerkannten Italienischen Sozialrepublik auf, da Rodolfo Graziani Wolff dazu bevollmächtigt hatte. Für die Westalliierten unterzeichnete der britische General William Duthie Morgan, Generalstabschef von Feldmarschall Harold Alexander. Als Beobachter für die Sowjetunion in Caserta fungierte der sowjetische Militärattaché in Rom General Aleksey Kislenko.

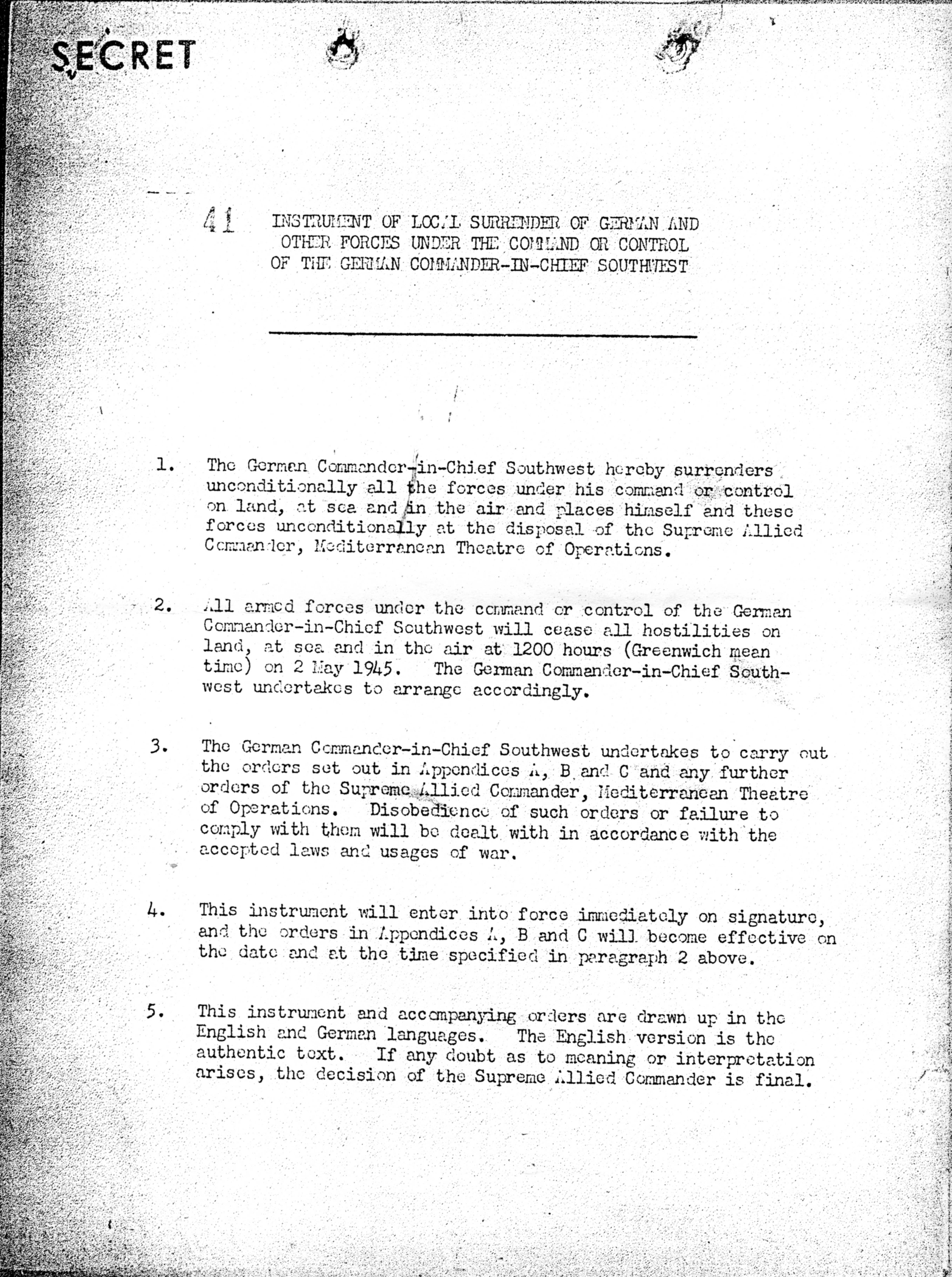
Deutsche Teilkapitulation in Italien, erste Seite des zweiseitigen Dokuments

Die Kapitulation trat am 2. Mai 1945 um 12:00 Uhr Greenwich Mean Time in Kraft, also sechs Tage vor der gesamtdeutschen Kapitulation am 8. Mai 1945. Sie galt für alle dem deutschen Oberbefehlshaber Südwest unterstehenden oder von ihm kontrollierten Streitkräfte.

## Film
Die Verhandlungen spielen eine Rolle in der auch für das DDR-Fernsehen synchronisierten, sowjetischen, romanbasierten TV-Miniserie Siebzehn Augenblicke des Frühlings (1973).

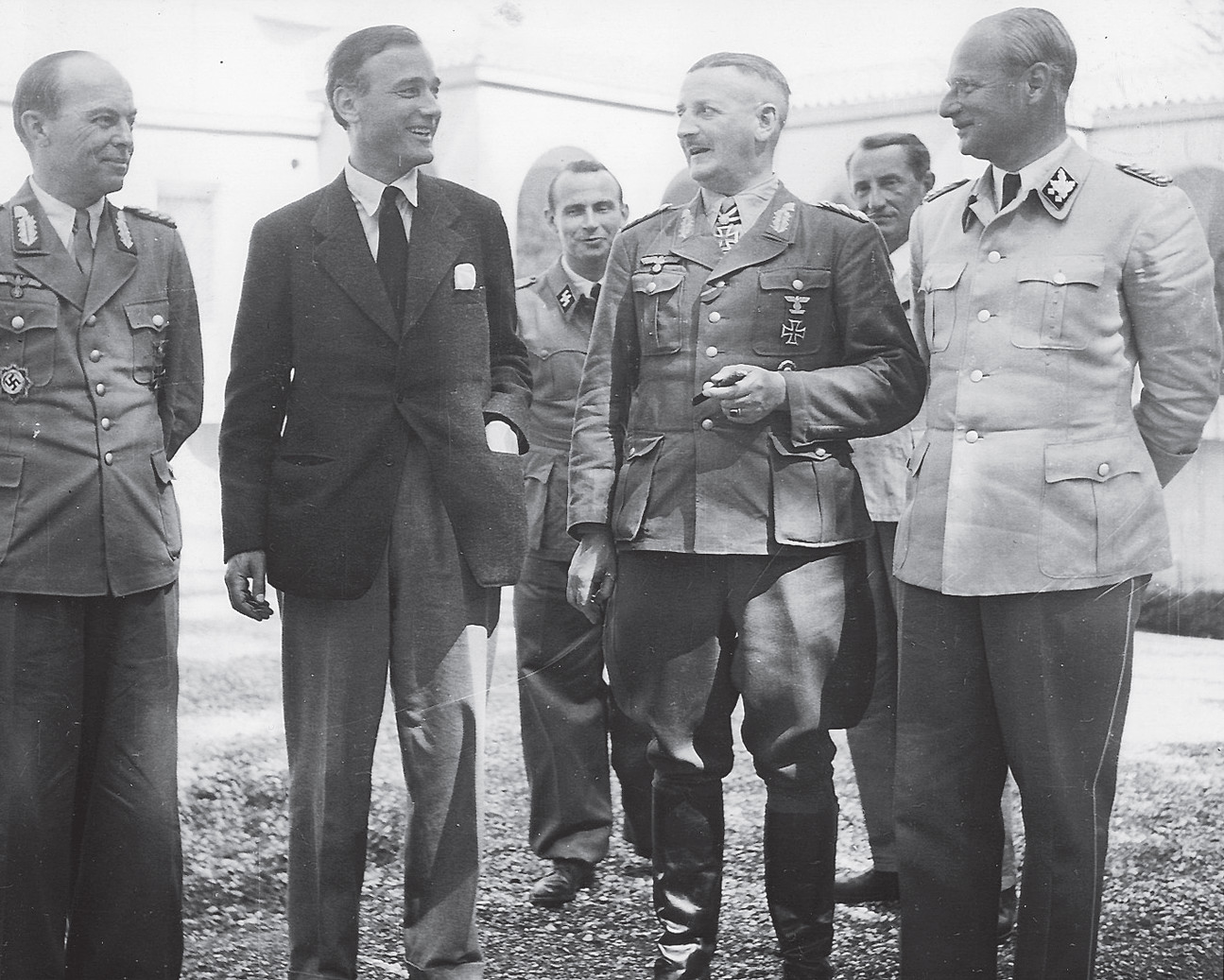
Beteiligte in Bozen nach der Kapitulation (vorn-v. l. n. r.): Röttiger, Schulze-Gaevernitz, Vietinghoff, Wolff

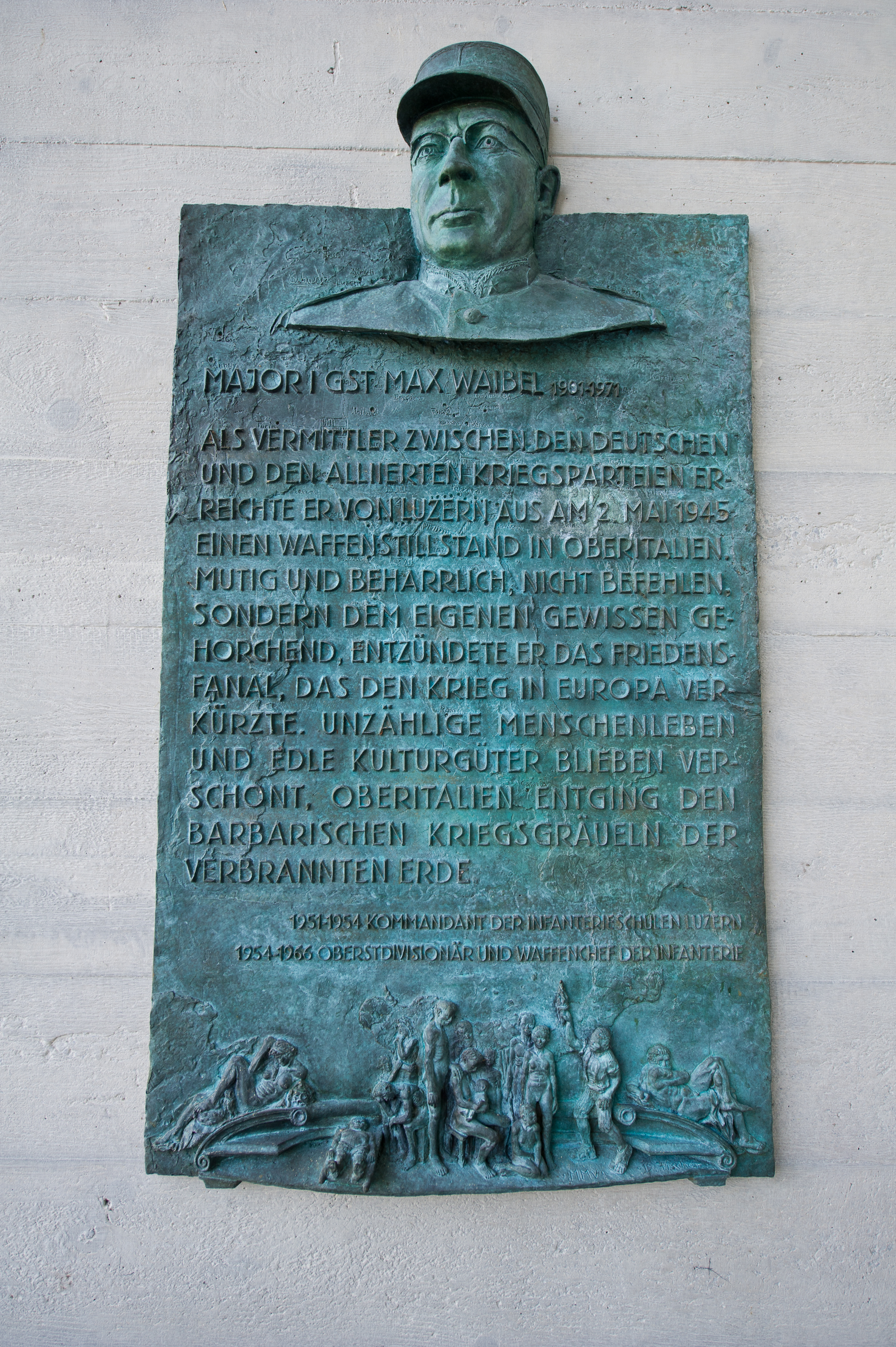
Gedenktafel für den "Vermittler zwischen den Kriegsparteien" Max Waibel, Luzern – Kaserne Allmend

Die TV-Doku Operation Sunrise: Die verschwiegene Allianz – Eine Kapitulation und ihr Geheimnis von Bernhard Pfletschinger und Margarita Fotiadis aus dem Jahr 2005 bewertet die Kollaboration von Dulles mit Wolff kritisch und will darin ein Vorzeichen der im (herannahenden) Kalten Krieg häufigeren Zusammenarbeit zwischen ehemaligen, einst überzeugten Nationalsozialisten und dem Westen sehen.